# پتنه

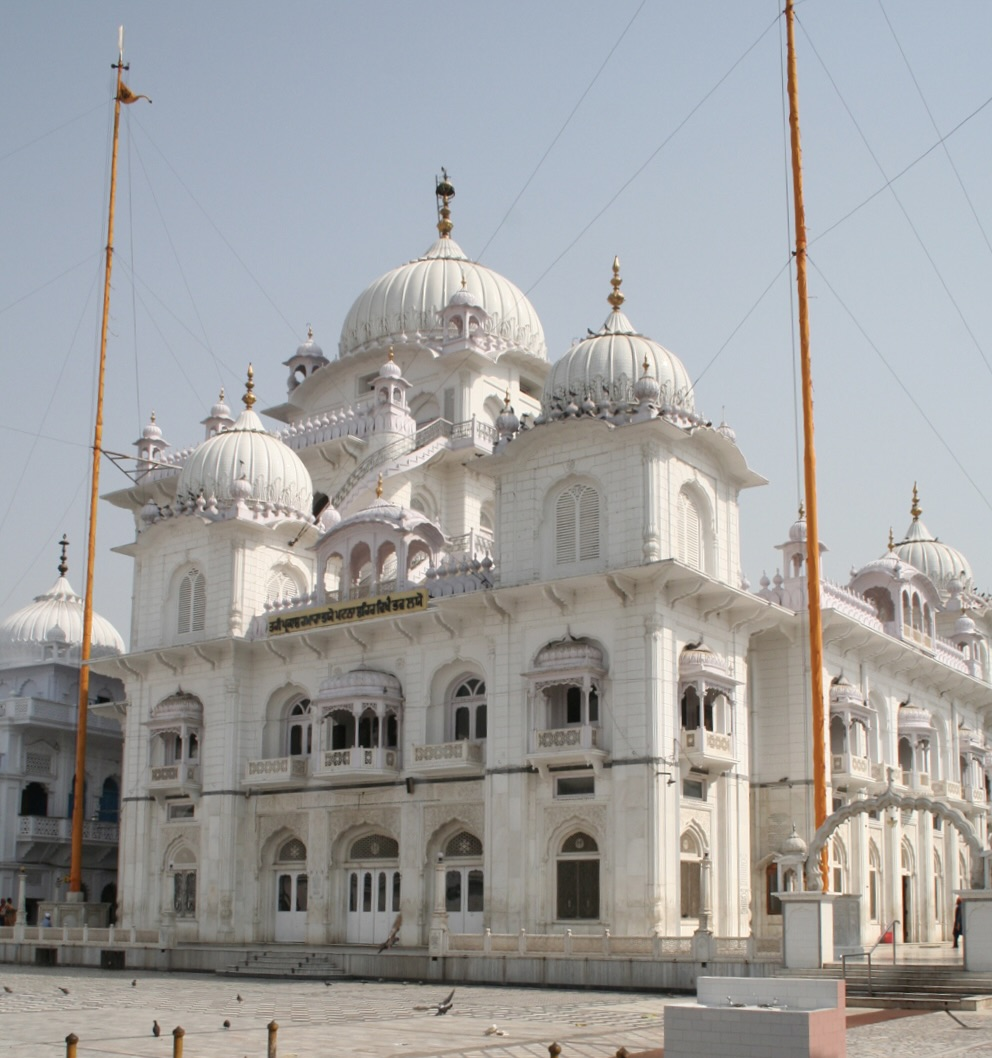
آرامگاه گورو گوبیند سینگ و یکی از مقدس‌ترین نیایشگاه‌های پیروان آیین سیک در شهر پتنا

پَتنه (به هندی: पटना) (به اردو: پٹنہ) یا پتنا بزرگترین شهر و مرکز ایالت بیهار در کشور هندوستان و یکی از کهن‌ترین شهرهای جهان است. این شهر امروزه در کرانهٔ جنوبی رود گنگ جای‌دارد.
طبق گزارش سازمان ملل متحد، در سال ۲۰۱۸، پتنه ۲/۳۵ میلیون نفر جمعیت داشته‌است، که آن را نوزدهمین شهر بزرگ هند می‌کند. تراکم شهری آن با ۲۵۰ کیلومتر مربع (۹۷ مایل مربع) و بیش از ۲/۵ میلیون نفر، هجدهمین تراکم بزرگ در هند است.
در گذشته به این شهر «عظیم‌آباد» می‌گفتند و نام کهن آن «پَتلیپوترا» و پایتخت دودمان‌های ناندا، مئوریه، سونگا، گوپتا و پالا بوده‌است.

## نگارخانه

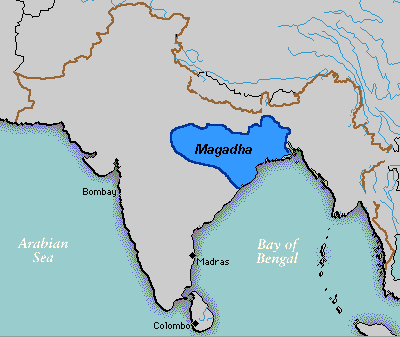
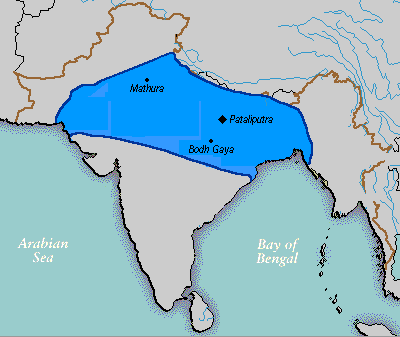
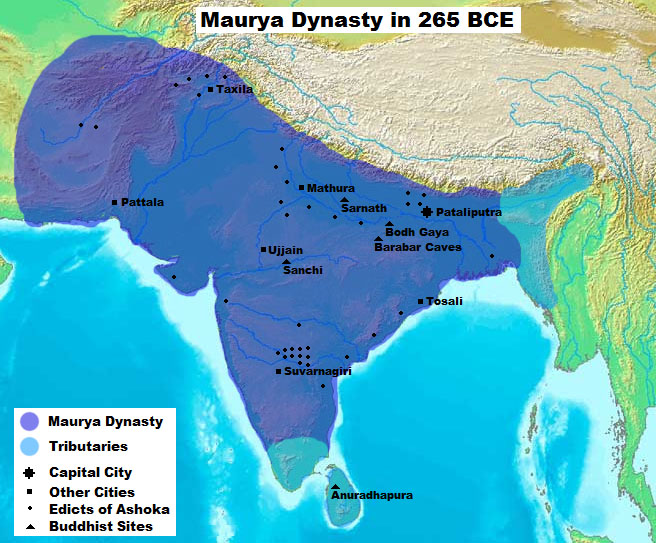
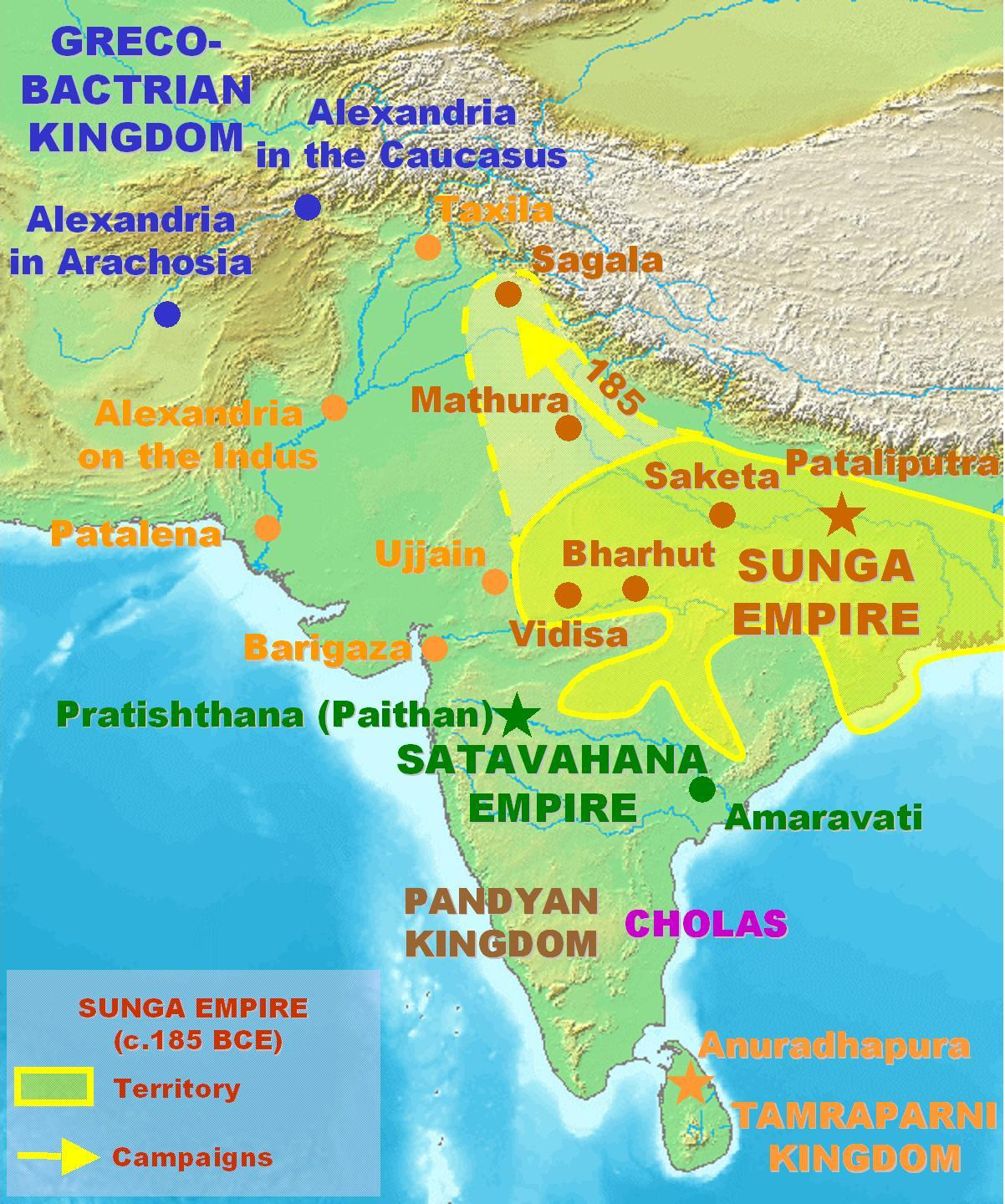
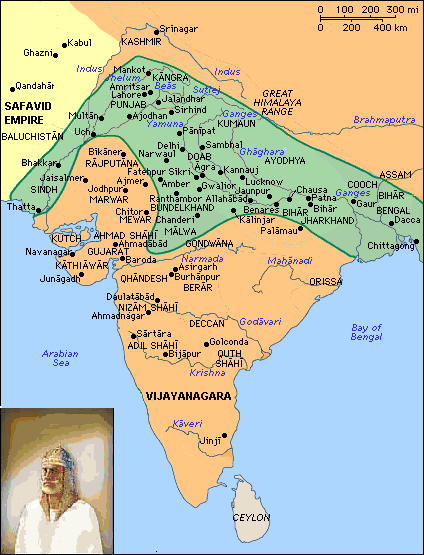